# Guiratinga
Guiratinga is een gemeente in de Braziliaanse deelstaat Mato Grosso. De gemeente telt 14.523 inwoners (schatting 2009).